# Dongila spinosa
Dongila spinosa is een hooiwagen uit de familie Assamiidae.